# Андоне, Йоан
Йоан Андоне (рум. Ioan Andone; род. 15 марта 1960, Шпэлнака, Румыния) — румынский футболист и футбольный тренер. Выступал на позиции защитника.

## Биография

### Клубная карьера
Йоан Андоне является воспитанником клуба «Корвинул» из города Хунедоара. В основной команде «Корвинула» Андоне дебютировал 3 марта 1979 года в матче чемпионата Румынии 1978/79 против бухарестского «Спортул Студенцеск», который завершился поражением «Корвинула» со счётом 2:0. Это был единственный матч Йоана в сезоне за «Корвинул», который по итогам сезона занял 16 место в чемпионате и выбыл в первую лигу Румынии. Выступая в первой лиге, Андоне стал основным защитником клуба, в сезоне 1979/80 Йоан сыграл 21 матч и забил 2 мяча, а также стал чемпионом первой лиги. Вернувшись в элитную лигу Румынии, Андоне в течение трёх сезонов отыграл за «Корвинул» 83 матча и забил 13 мячей, за это время клуб дважды в сезонах 1980/81 и 1982/83 занимал 6-е место, а в сезоне 1981/82 команда заняла третье место в чемпионате и добилась права выступать в Кубке УЕФА.
В 1983 году Йоан перешёл в сильнейший клуб Румынии бухарестское «Динамо». В своём первом сезоне за «Динамо» Андоне стал чемпионом Румынии, а в еврокубках Йоан с «Динамо» смог дойти до полуфинала Кубка чемпионов, в котором «Динамо» уступило будущему победителю турнира английскому «Ливерпулю» по сумме двух встреч со счётом 3:1. Всего за шесть сезонов за «Динамо» Андоне провёл в чемпионате 177 матчей и забил 22 мяча, Йоан дважды становился чемпионом Румынии и трижды обладателем Кубка Румынии. В 1990 году Андоне за 125 тыс. долларов перешёл в испанский «Эльче», клуб на тот момент выступал во второй испанской лиге. Отыграв один сезон за «Эльче», Йоан в 1991 году перешёл в нидерландский «Херенвен». Отыграв два сезона во втором Нидерландском дивизионе, Андоне в 1993 году завершил свою игровую карьеру в возрасте 33 лет.

### Карьера в сборной
За национальную сборную Румынии Андоне сыграл 55 матчей и забил 2 мяча. Йоан участник чемпионата Европы 1984 и чемпионата мира 1990.

### Тренерская карьера
Завершив игровую карьеру Йоан стал тренером клуба «Спортул Студенцеск», затем Андоне тренировал румынские клубы «Университатя», «Петролул», «Фарул», «Брашов», «Бихор». В 2002 году Йоан стал главным тренером бухарестского «Динамо». Под его руководством «Динамо» в 2003 году стало обладателем Кубка Румынии, а годом позже стало чемпионом Румынии, а также был вновь завоёван кубок страны. В 2005 году Андоне с «Динамо» третий раз подряд выиграл Кубок Румынии. В том же году Йоан покинул «Динамо» и возглавил кипрскую «Омонию» из Никосии. Под его руководством «Омония» в чемпионате Кипра 2005/06 заняла второе место. В сезоне 2007/06 Андоне возглавил румынский ЧФР из Клужа и в первый сезон сенсационно выиграл с клубом чемпионат и Кубок Румынии. В 2008 году Йоан покинул ЧФР. В декабре 2008 году Андоне вёл переговоры с российским «Амкаром», для того чтобы возглавить этот клуб, но в итоге клуб предпочёл болгарского тренера Димитра Димитрова. 
В 2013 году Йоан Андоне стал тренером клуба «Астана», пригласив в качестве тренера вратарей Андриана Богдана, который был личным переводчиком Андоне. Несмотря на завоёванные серебряные медали в сезоне, Андоне был в декабре уволен с Богданом, поскольку руководство клуба требовало только золотых медалей. В июле 2015 года стал тренером казахстанского «Актобе», подписав контракт на полгода.

## Достижения
Клубные:
- Чемпион Румынии: 1985, 1990
- Обладатель Кубка Румынии: 1984, 1986, 1990

Тренерские:
- Чемпион Румынии: 2004, 2008, 2012
- Обладатель Кубка Румынии: 2003, 2004, 2005, 2008
- Серебряный призёр чемпионата Казахстана: 2013
- Бронзовый призёр чемпионата Казахстана: 2015